# 暫

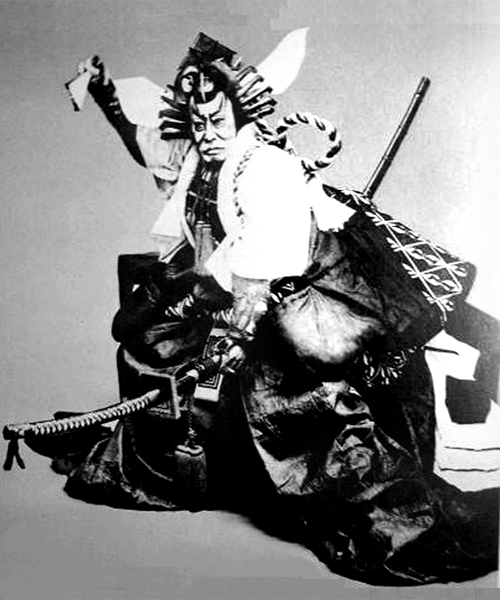
九代目市川團十郎の鎌倉権五郎景政

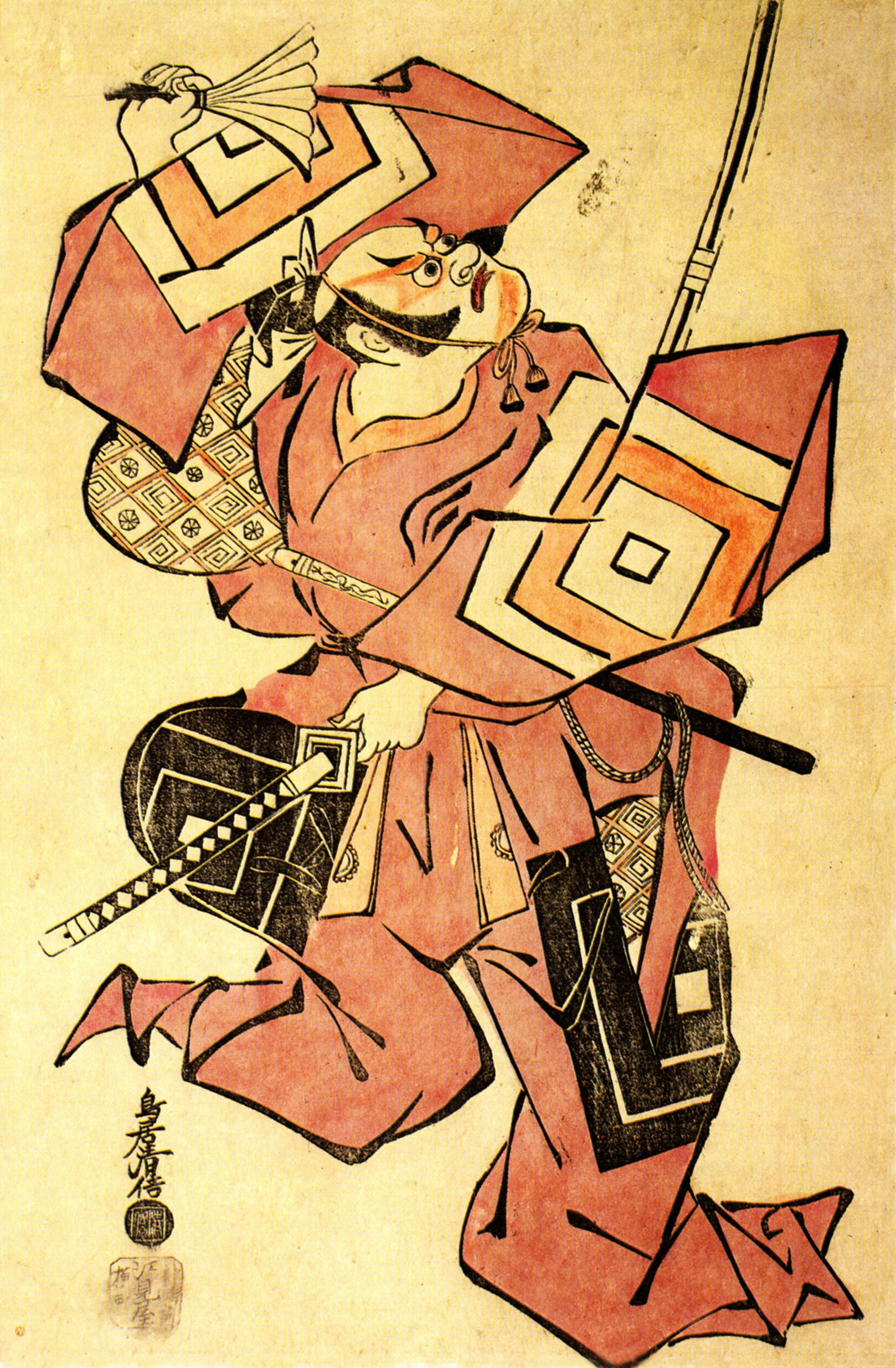
二代目團十郎の鎌倉権五郎
----
暫の衣装は時代が下るにつれて重厚なものになる。二代目團十郎が活躍した元禄年間にはまだ簡略なものだったことがうかがえる。

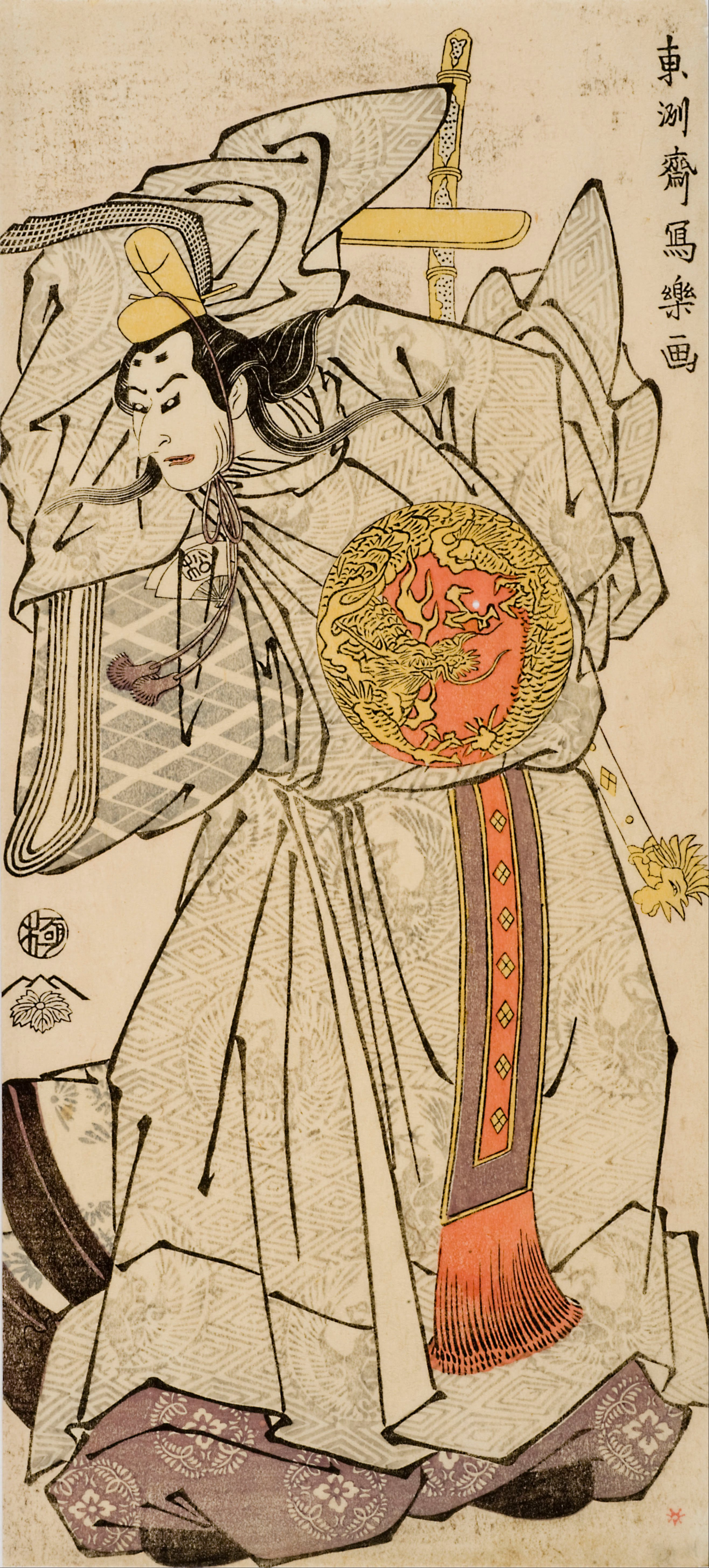
初代尾上松助のウケ。寛政6年（1794年）11月、河原崎座の『松貞婦女楠』（まつはみさおおんなくすのき）より。写楽画。

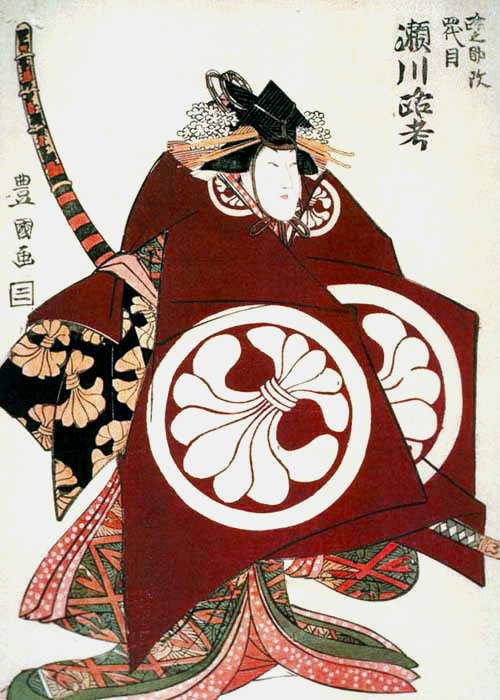
四代目瀬川菊之丞の巴御前
----
『女暫』、寛政12年 (1800)。

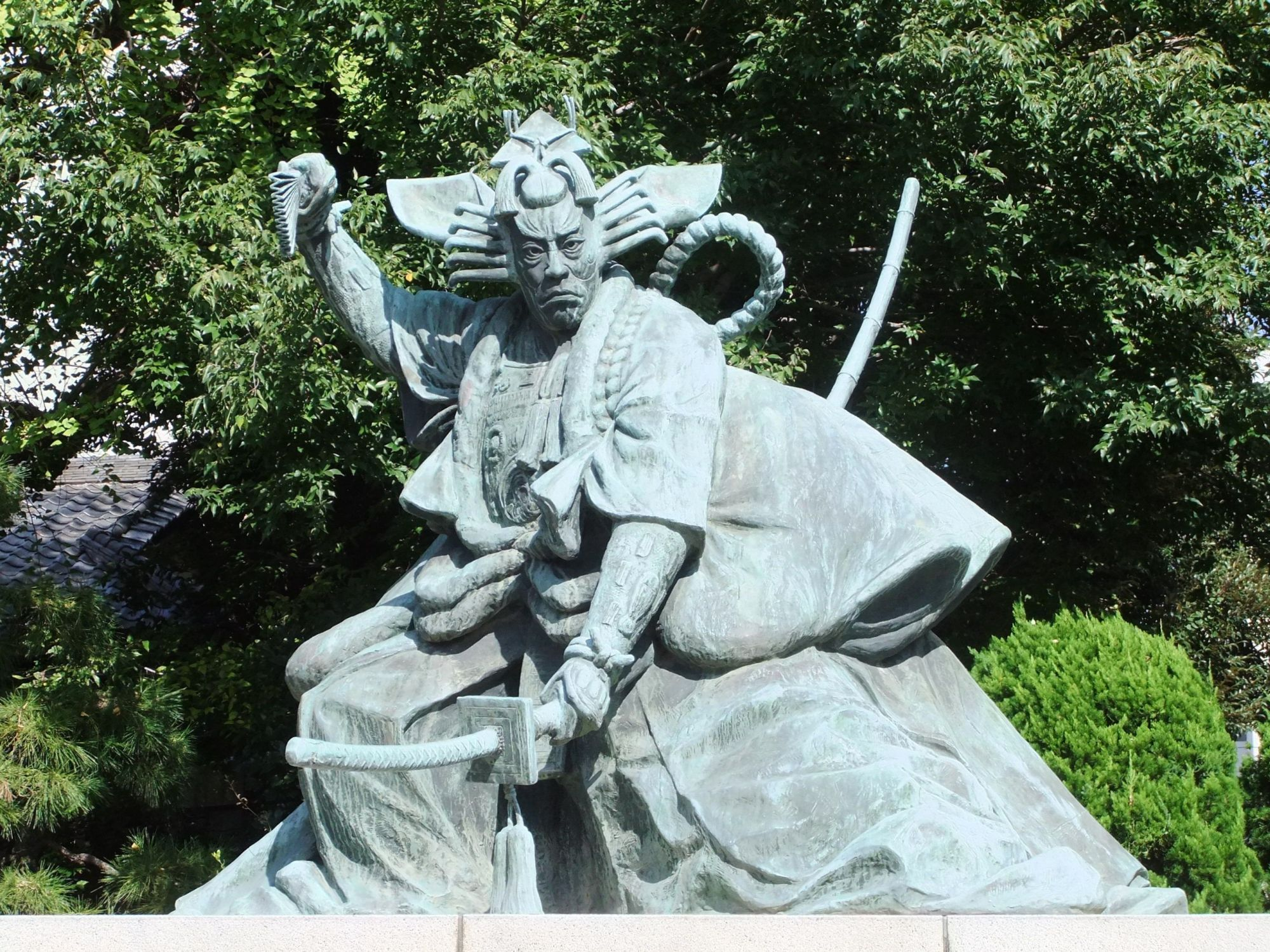
九代目團十郎の暫（鎌倉権五郎）像 （浅草寺境内）

『暫』（しばらく）は、歌舞伎の演目で歌舞伎十八番の一つ。時代物。荒事の代表的な演目である。

## あらすじ
皇位へ即こうと目論む悪党の清原武衡が、自らに反対する加茂次郎義綱ら多人数の善良なる男女を捕らえる。清原武衡が成田五郎ら家来に命じて、加茂次郎義綱らを打ち首にしようとするとき、鎌倉権五郎景政が「暫く～」の一声で、さっそうと現れて助ける。

## 解説
元禄10年(1697年)1月、江戸中村座で『参会名護屋』の中の一場面として初代市川團十郎が初演。中村明石清三郎と初代團十郎による合作である。この大詰がこののち『暫』として知られるようになる演目の原型となったといわれる。また一説には、元禄5年 (1692年) 江戸森田座で上演された『大福帳朝比奈百物語』の一場面が原型となったともいわれる。以後江戸では毎年11月の顔見世興行で上演された。五代目市川海老蔵により歌舞伎十八番のひとつに数えられ、以後は場の通称だった『暫』が外題として扱われることとなった。またかつては上演のたびに登場人物が変わっていたが、明治28年（1895年）、福地桜痴によって改訂されたものを基本とし、九代目市川團十郎が上演してから一幕物として独立、その時の脚本が固定されて現在に至る。
『暫』は筋書きが簡単明瞭なだけに常に人気演目の上位にあげられる演目となっている。歌舞伎作者で劇評家の岡鬼太郎は「ナンセンスな芝居、理屈をいわずに黙ってご覧なさい」と評していた。また本来が毎年の顔見世興行で演目の一つに付け足される「吉例」というかたちの演目だったため、筋書きや内容よりもむしろその体裁の方が重要な演目だった。
なお荒事の代表作として『暫』しばしば海外でも上演されるが、英題は文字通り『Just A Moment』（ちょっと待った）となっている。

## 登場人物
江戸時代には登場人物の名は一定せず、興行ごとに異なった名が用いられてきた。ただしそれではいかにも紛らわしいので、歌舞伎関係者や歌舞伎に通じた江戸っ子たちは、それぞれの役どころを、主役の善玉が「暫」、対する悪玉が「ウケ」、その家来が「腹出し」といった具合に、通称で呼んでいた。役名が現在のものに固定するのは明治28年に九代目團十郎によって『暫』が独立した一幕物として上演されて以後のことである。
- 鎌倉権五郎景政（かまくらごんごろうかげまさ）

「暫｣： 賀茂次郎義綱家来、史実の鎌倉景正に相当
- 清原武衡（きよはらのたけひら）

「ウケ｣： 史実の清原武衡に相当
- 賀茂次郎義綱（かもじろうよしつな）

「太刀下｣： 史実の源義綱に相当
- 桂の前（かつらのまえ）

賀茂次郎義綱の許嫁
- 宝木蔵人貞利（ほうぎくろうどさだとし）

賀茂家家老
- 成田五郎（なりたごろう）

「腹出し｣： 清原武衡家来
- 鹿島入道震斎（かしまにゅうどうしんさい）

「鯰｣：
- 照葉（てるは）

「女鯰｣：
主人公の「暫」は悪霊を払う霊力を持つ前髪姿の少年である。その霊力を、代々の團十郎は相伝の「にらみ」で表現してきた。かつては、魔よけのためと楽屋裏にまで押しかけた贔屓に暫の隈取のままにらむといったことまであったという。四代目岩井半四郎は真女形でありながら顔に筋隈を取った市川流の荒事で「暫」を勤めたが、山場を迎えたところで女に変身して引っ込むという珍しい演出を見せた。「ウケ」を勤める役者は、金冠に銀の束帯、王子鬘に公家荒と呼ばれる魁偉な青の隈取をとる。貫禄と品位が要求される役どころで、江戸時代は初代中島三甫右衛門が、明治以後は五代目中村歌右衛門、戦後は二代目尾上松緑、十三代目片岡仁左衛門などが当り役とした。

## 女暫
座組によっては暫を立女形が演じる『女暫』（おんなしばらく）という諧謔版になることがあった。ただし暫が鎌倉権五郎にようやく落ち着いたのが明治になってからのことだったのに対し、女暫の方は古くから巴御前と相場が決まっていた。大太刀をさげて花道を早足で「しばらくぅ〜」と登場して様になるような名の知れた女性が、日本史の上ではこの「巴・板額」ぐらいしかいなかったためである。
なお1987年1月、歌舞伎座『江戸歌舞伎三百六十年 猿若祭初春大歌舞伎』昼の部切りに於いて、昭和を代表する立女形の一人・七代目尾上梅幸が、源頼朝の勲功厚い「和田左衛門(尉)の妹舞鶴」を主役とする珍しいバージョンを演じている。